# Telenor Csoport
A Telenor Csoport Skandinávia és Ázsia 8 országában jelen lévő norvég telekommunikációs szolgáltató. 2021-ben 172 millió előfizetővel rendelkezett, és több mint 20 ezer munkavállalót foglalkoztatott. A klasszikus távközlési szektor szolgáltatásain túl olyan egyéb kiegészítő tevékenységeket is folytat: mobil pénzügyi, tévé- vagy felhőszolgáltatás.

## Története

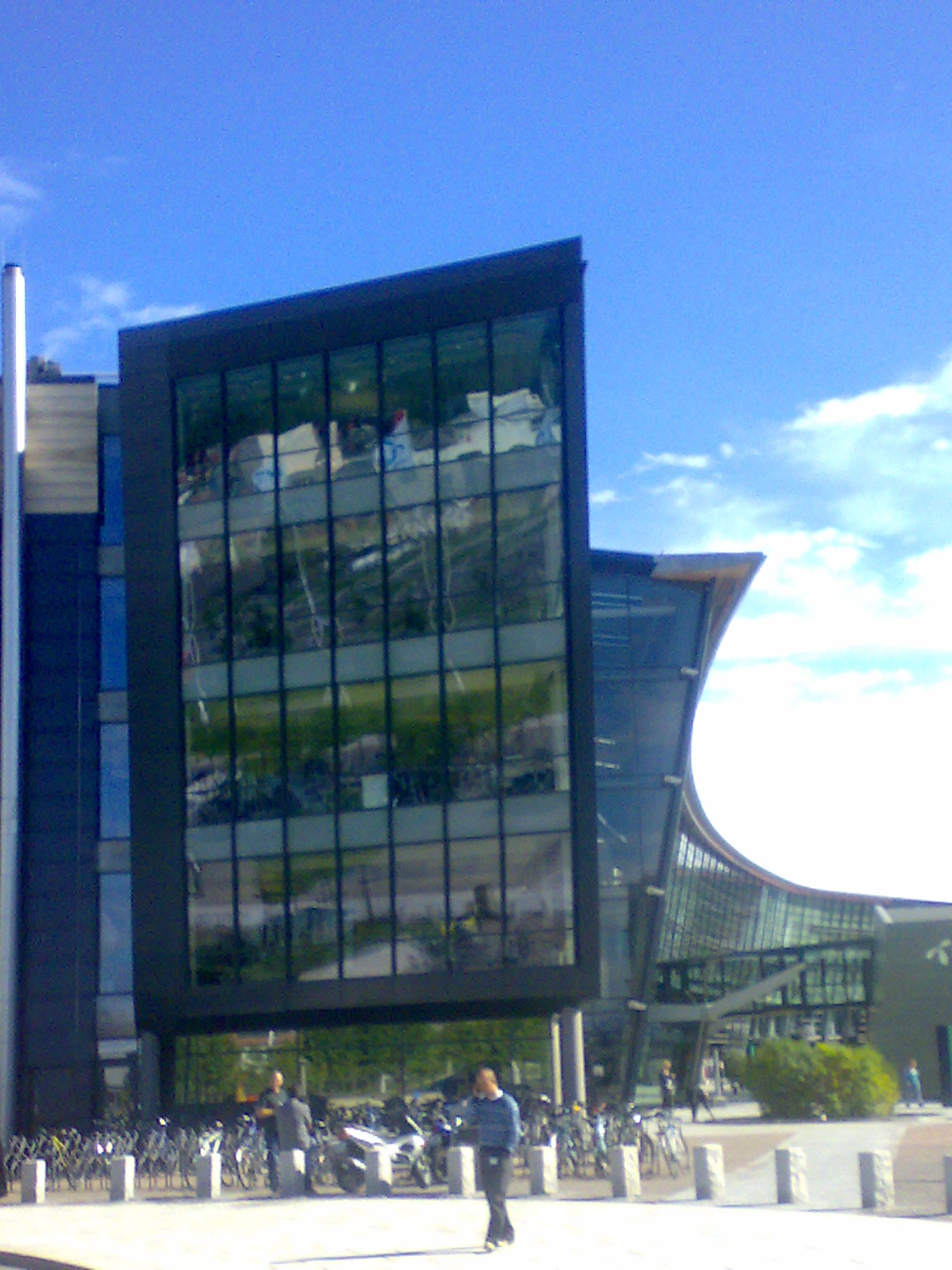
A Telenor norvég központja

Elődjét 1855-ben alapították Telegrafverket néven, amely állami monopólium volt a norvég távírórendszer működtetésére. 
1878-ban kezdte első telefonos szolgáltatását, 1946-ban telexszolgáltatását, 1976-ban műholdas telefonos szolgáltatását, 1993-ban GSM szolgáltatását.
1969-ben neve Televerketre változott, majd 1994-ben vette fel jelenlegi nevét (Telenor). 1996-ban vált részvénytársasággá, az oslói tőzsdén 2000 óta jegyzik.
Az 1990-es évek második felében erőteljes terjeszkedésbe kezdett (Oroszország, Banglades, Görögország, Írország, Németország, Ausztria, Ukrajna, Malajzia), ami a 2000-es évek elején folytatódott (Dánia, Thaiföld, Magyarország, Montenegró, Pakisztán, Szlovákia, Csehország, Szerbia).

## Magyarországon
2001 végén megállapodott a Pannon GSM tulajdonosainak többségével, és azok több mint 74 százalékos részesedését megvásárolva a mobilszolgáltató többségi tulajdonosa lett 2002-ben.
2010-től a szolgáltatás neve is Telenorra változott. Fiatalokat célzó márkája, a „djuice” Magyarországon 2003-ban indult, 2010-től külön leányvállalat is volt megszűnéséig (2014).
2018. március 21-én a jelentették be, hogy közép-kelet-európai cégeit (köztük a Telenor Magyarországot) a Telenor Csoport eladja a cseh PPF-csoportnak, de a márkanevet meghagyták. (A tranzakció magában foglalja a Telenor kizárólagos tulajdonában álló magyarországi, bulgáriai, montenegrói és szerbiai mobilszolgáltatóit.) 2022 március 1-jén került sor a márkanévváltásra: a PPF csoport közép-európai médiaágazata a Yettel nevet viseli.

## Leányvállalatai
| Ország     | Szolgáltató        | Helyi elnevezés | Tulajdonhányad | Árbevétel (2019, millió NOK) |
| ---------- | ------------------ | --------------- | -------------- | ---------------------------- |
| Norvégia   | Telenor Norvégia   | Telenor         | 100%           | 28 658                       |
| Dánia      | Telenor Dánia      | Telenor         | 100%           | 4 871                        |
| Finnország | DNA                | DNA             | 100%           | 3 433                        |
| Svédország | Telenor Svédország | Telenor         | 100%           | 12 857                       |
| Banglades  | Grameenphone       | গ্রামীণফোন          | 55,8%          | 14 980                       |
| Malajzia   | DiGi               | digi            | 49%            | 13 572                       |
| Pakisztán  | Telenor Pakisztán  | ٹیلی نار        | 100%           | 6 033                        |
| Thaiföld   | dtac               | ดีแทค            | 42,61%         | 22 994                       |